# Rei Helü de Wu
El Rei Helü (xinès tradicional: 闔閭, xinès simplificat: 阖闾) de l'estat de Wu (xinès tradicional: 吳, xinès simplificat: 吴) (r. 514–496 aEC), un estat en l'antiga Xina, ell va ser inicialment conegut com el Príncep Guang (xinès: 光). Ell va regnar cap al final del període de les Primaveres i tardors.

## Biografia
Com que el Príncep Guang va voler matar el Rei Liao de Wu i aconseguir el tron per ell mateix, per eixa comesa Zhuan Zhu va ser recomanat al Prince Guang per Wu Zixu. Després que Zhuan Zhu acomplí la seva missió en el 515 aEC el príncep va ascendir al tron de Wu i va esdevenir el Rei Helü. El rei va assignar Wu Zixu per dirigir el disseny i la construcció de la "gran ciutat", la qual es va desenvolupar per l'actual Suzhou.
En el 506 aEC Helü amb l'ajut de Wu Zixu i Sun-tzu, l'autor de L'Art de la Guerra, va llançar una gran ofensiva contra l'estat de Chu. Ells es va imposar en cinc batalles, una de les quals va ser la batalla de Baiju, i van conquerir la capital Ying (xinès: 郢). Això no obstant, Chu se les va arreglar per demanar ajudar a Qin, i després de ser derrotats per Qin, el general d'avantguarda de les tropes Wu, Fugai, un germà menor de Helü, va dirigir una revolta. Després de derrotar Fugai, Helü va ser forçat a marxar de Chu. Fugai es va retirar més tard a Chu i es va assentar allí.
El seu fill, el Rei Fuchai de Wu, el va succeir en el 495 aEC. Helü tenia dos altres fills anomenats Bo i Shan. Bo va ser inicialment el seu hereu, però va faltar abans que ell. La novel·la Els Registres dels Estats de la Dinastia Zhou Oriental es refereix a Fuchai com un fill de Bo.